# Distretto di Mueang Satun
Il distretto di Mueang Satun (in thailandese: เมืองสตูล) è un distretto (amphoe) della Thailandia, situato nella provincia di Satun, della quale è il capoluogo.